# Вишневский, Александр Александрович (младший)
Алекса́ндр Алекса́ндрович Вишне́вский (25 декабря 1939, Москва — 30 мая 2013, там же) — советский и российский врач-хирург из династии врачей Вишневских. Доктор медицинских наук, профессор, лауреат Государственной премии СССР.

## Биография
Родился в семье потомственных врачей в Москве. Его дед А. В. Вишневский был военным хирургом, изобретателем знаменитой лечебной мази, основателем Московского института хирургии. Отец — А. А. Вишневский-старший, главный хирург Советской армии, генерал-полковник медицинской службы.
В 1963 году окончил Первый Московский медицинский институт имени И. М. Сеченова. В 1968 году защитил кандидатскую диссертацию по особенностям клеевого соединения мягких тканей в хирургии. Изучал возможности применения лазеров в хирургии. В 1973 году защитил докторскую диссертацию на тему «Возможности использования оптических квантовых генераторов в хирургии».
В 1981 году в составе группы стал лауреатом Государственной премии СССР за создание, разработку и внедрение в клиническую практику новых лазерных хирургических средств и новых лазерных методов хирургического лечения в абдоминальной, гнойной и пластической хирургии. Кавалер ордена Почёта (1995).
С 1974 года руководил отделением торакальной хирургии.
Умер в Москве на 74-м году жизни. Похоронен на Новодевичьем кладбище, как и его отец. Автор памятника Ваге Согоян.

## Научная деятельность
В 1977 году предложил аппарат для наложения линейного скобочного шва на органы и ткани, который стал прототипом ряда аппаратов для линейного шва в эндоскопической хирургии.
Исследовал возможности хирургического лечения при эмфиземе лёгких, первым в СССР выполнил редукцию объёма лёгочной ткани при диффузной эмфиземе лёгких. Первым в России приступил к выполнению пластических операций по коррекции объёма молочной железы силиконовыми имплантатами и реконструкции молочных желёз при врожденных пороках и после радикальных онкологических операций. Исследовал методы кожной и мышечной пластики на фиксированных сосудистых ножках в торакальной и пластической хирургии, лечил больных с хроническим остеомиелитом грудины и ребер и перихондритом различной этиологии.
Был научным руководителем 35 кандидатских и 4 докторских диссертаций, в том числе под его руководством изучались роль анаэробного компонента у больных с абсцессами лёгких и использование метронидазола в клинике при полостных образованиях лёгких.

## Семья
Дочь — Галина Александровна Вишневская, доктор медицинских наук, торакальный хирург, ведущий научный сотрудник Национального медицинского исследовательского центра хирургии имени А. В. Вишневского Минздрава России.